# Pousada (Braga)
Pousada ist ein Ort und eine ehemalige Gemeinde (Freguesia) im Norden Portugals.

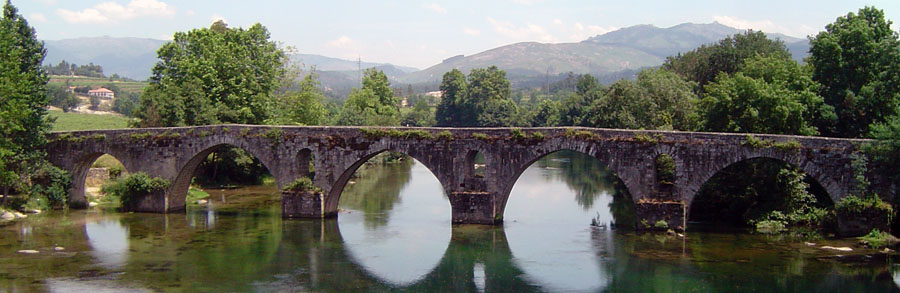
Ponte de Porto über den Cávado

Pousada gehört zum Kreis Braga im gleichnamigen Distrikt Braga. Die Gemeinde hatte eine Fläche von 3,6 km² und 442 Einwohner (Stand 30. Juni 2011). Der Ort ist nur gering urbanisiert.
Am 29. September 2013 wurden die Gemeinden Pousada und Crespos zur neuen Gemeinde União das Freguesias de Crespos e Pousada zusammengeschlossen.